# Tuvalu mo te Atua
Tuvalu mo te Atua è l'inno nazionale di Tuvalu. Il testo e la musica sono di Afaese Manoa. Il brano è stato adottato come inno nel 1978, anno dell'indipendenza.

## Testo
Lingua tuvaluana
Tuvalu mo te Atua
Ko te Fakavae sili,
Ko te ala foki tena,
O te manuia katoa;
Loto lasi o fai,
Tou malo saoloto;
Fusi ake katoa
Ki te loto alofa;
Kae amo fakatasi
Ate atu fenua.
"Tuvalu mo te Atua"
Ki te se gata mai!
Tuku atu tau pulega
Ki te pule mai luga,
Kilo tonu ki ou mua
Me ko ia e tautai.
"Pule tasi mo ia"
Ki te se gata mai,
Ko tena mana
Ko tou malosi tena.
Pati lima kae kalaga
Ulufonu ki te tupu.
"Tuvalu ko tu saoloto"
Ki te se gata mai!

## Traduzione
"Tuvalu per l'Onnipotente"
Sono le parole che abbiamo più a cuore;
Sia come persone che come leader
Di Tuvalu noi tutti condividiamo
Nella consapevolezza che Dio
Regnerà per sempre nei cieli
E che in questa terra
Siamo uniti nel suo amore.
Costruiamo su un fondamento sicuro
Quando abbiamo fiducia nella grande legge di Dio;
"Tuvalu per l'Onnipotente"
È la nostra canzone per sempre!
Affidiamo alla nostra fede le nostre vite da ora in poi
Per il re che preghiamo,
Con lo sguardo fisso su di Lui con fermezza
Egli ci dimostra che
"Possiamo regnare con Lui nella gloria"
Sia la nostra canzone per sempre,
per la Sua onnipotenza
È la nostra forza da una riva all'altra.
Giubila in tripudio
Per il re che noi adoriamo.
"Tuvalu libera e unita"
È la nostra canzone per sempre!